# Coupe de France de cyclisme sur route 1997
La Coupe de France de cyclisme sur route 1997 est la 6e édition de la Coupe de France de cyclisme sur route.
Une nouvelle épreuve fait son apparition, il s'agit du Polymultipliée de l'Hautil (Île-de-France), ce qui porte à 17 le nombre total de courses disputées.
La victoire finale revient au Français Nicolas Jalabert de l'équipe française Cofidis.

## Résultats
La liste des courses composant la compétition et le podium de chacune d'entre elles sont les suivants :
| 22 fév.   | Tour du Haut-Var                 | Rodolfo Massi            | Richard Virenque   | Laurent Jalabert      |
| 23 fév.   | Classic Haribo                   | Frédéric Guesdon         | Jaan Kirsipuu      | Simone Zucchi         |
| 23 mars   | Cholet-Pays de la Loire          | Jaan Kirsipuu            | Lauri Aus          | Ludovic Auger         |
| 1 avr.    | Paris-Camembert                  | Mauro Gianetti           | Viatcheslav Ekimov | Pascal Hervé          |
| 4 avr.    | Route Adélie de Vitré            | Nicolas Jalabert         | Cyril Saugrain     | Germano Pierdomenico  |
| 6 avr.    | Grand Prix de la ville de Rennes | Nicolas Jalabert         | Marc Streel        | Olivier Perraudeau    |
| 22 avr.   | Côte picarde                     | Djamolidine Abdoujaparov | Fabio Sacchi       | Christophe Leroscouet |
| 24 avr.   | Grand Prix de Denain             | Ludo Dierckxsens         | Henk Vogels        | Stuart O'Grady        |
| 27 avr.   | Tour de Vendée                   | Jaan Kirsipuu            | Gilles Maignan     | Steve De Wolf         |
| 4 mai     | Trophée des grimpeurs            | Davide Rebellin          | Mauro Gianetti     | Laurent Roux          |
| 7 juin    | Classique des Alpes              | Laurent Roux             | Laurent Madouas    | José María Jiménez    |
| 24 juill. | À travers le Morbihan            | Christophe Agnolutto     | Jacky Durand       | Xavier Jan            |
| 31 août   | Grand Prix de Plouay             | Andrea Ferrigato         | Sergio Barbero     | Christopher Horner    |
| 14 sept.  | Grand Prix de Fourmies           | Andrea Tafi              | Gianluca Bortolami | Michele Bartoli       |
| 21 sept.  | Grand Prix d'Isbergues           | Magnus Bäckstedt         | Søren Petersen     | Lauri Aus             |
| 28 sept.  | Polymultipliée de l'Hautil       | Mauro Gianetti           | Xavier Jan         | Lylian Lebreton       |
| 2 oct.    | Paris–Bourges                    | Laurent Roux             | Peter Van Petegem  | Ludo Dierckxsens      |

## Classements

### Individuel
Le podium du classement général final est le suivant :
| Classement par points | Classement par points | Classement par points | Classement par points           | Classement par points |
| Coureur               | Coureur               | Pays                  | Équipe                          | Points                |
| --------------------- | --------------------- | --------------------- | ------------------------------- | --------------------- |
| 1er                   | Nicolas Jalabert      | France                | Cofidis-Le Crédit par Téléphone | 173 pts               |
| 2e                    | Laurent Roux          | France                | TVM-Farm Frites                 | 126 pts               |
| 3e                    | Richard Virenque      | France                | Festina-Lotus                   | 73 pts                |

### Par équipe
L'équipe française de la La Française des jeux remporte le classement aux points de la meilleure équipe